# تومستون
توم‌استون یا سنگ قبر (به انگلیسی: Tombstone) یک شخصیت تخیلی و ابرتبه‌کارانه در کتاب‌های کامیک می‌باشد. این کاراکتر به دست جری کانوی و الکس سیویک خلق شده و در تار مرد-عنکبوتی شماره ۳۶ام (مارس ۱۹۸۸) معرفی شد.
جدا از کتاب‌های کامیک، شرکت مارول از سنگ قبر در دیگر کالاهای خود از جمله پوشاک، اسباب‌بازی، ورق بازی، انیمیشن‌های تلویزیونی و بازی‌های رایانه‌ای استفاده کرده‌است.
او که قدرت‌هایش شامل زور، سرعت، استقامت و انعطاف ابرانسانی، تفنگ‌دار فوق‌العاده حرفه‌ای، دندان‌هایی به تیزی تیغ می‌شود، عضو گروه‌های ابرتبه‌کارانه‌ای چون دست و شش فاسد است.